# Italochrysa aequalis
Italochrysa aequalis is een insect uit de familie van de gaasvliegen (Chrysopidae), die tot de orde netvleugeligen (Neuroptera) behoort. 
Italochrysa aequalis is voor het eerst wetenschappelijk beschreven door Walker in 1853.